# Vigevano
Vigevano je italské město v oblasti Lombardie, do jeho katastrálního území zasahuje i Národní park Ticino.

## Vývoj počtu obyvatel
Počet obyvatel

## Osobnosti města
- Ludovico Sforza (1452 – 1508), milánský vévoda a mecenáš
- Bona Sforza (1494 – 1557), milánská princezna, jako manželka polského krále Zikmunda I. Starého polská královna a velkokněžna litevská